# Iván Villar
Iván Villar Martínez (Aldán, 9 de julho de 1997)  é um futebolista espanhol que atua como goleiro. Atualmente, joga pelo Celta de Vigo.

## Carreira

### Celta de Vigo
Nascido em Aldán, na cidade de Pontevedra e entrou na base do Celta de Vigo em 2008, vindo do Rápido Bahía, clube de sua cidade. Em 13 de outubro de 2013, fez sua estreia pelo time B do Celta com apenas 16 anos, sendo na vitória de 1 a 0 sobre o Cultural y Deportiva Leonesa na Segunda División B.
Em 4 de setembro de 2014, Villar estendeu seu contrato com Celta até 2019, mas figurou no time B do clube durante um tempo antes de subir ao time principal. Em 14 de maio de 2017, fez sua estreia pelo time principal na derrota de 3 a 1 para o Alavés, em jogo da La Liga.
Em julho de 2017, Villar foi promovido definitivamente ao time principal depois de se recusar a voltar para Time B. Em 25 de janeiro do ano seguinte, ampliou seu vínculo com o Vigo até 2023 e foi imediatamente emprestado ao Levante por 6 meses.

### Levante UD
Em janeiro de 2018, Villar foi anunciado como um dos reforços do Levante, porém não atuou em nenhuma partida pelo clube durante seu empréstimo.

### Retorno ao Celta de Vigo
No início da temporada 2020-21, Villar assumiu a titularidade com o técnico Óscar García, em virtude de ser o único goleiro apto para o posto.

## Seleção espanhola

### Sub-23
Em 29 de junho de 2021, foi um dos convocados pelo técnico Luis de la Fuente para representar a Seleção Espanhola nos Jogos Olímpicos de 2020, em Tóquio.

## Estatísticas
Atualizadas até dia 6 de agosto de 2021.[carece de fontes?]

### Clubes
| Clube             | Temporads         | Campeonato Nacional | Campeonato Nacional | Copa Nacional[a] | Copa Nacional[a] | Competições continentais[b] | Competições continentais[b] | Outros torneios[c] | Outros torneios[c] | Total | Total |
| Clube             | Temporads         | Jogos               | Gols                | Jogos            | Gols             | Jogos                       | Gols                        | Jogos              | Gols               | Jogos | Gols  |
| ----------------- | ----------------- | ------------------- | ------------------- | ---------------- | ---------------- | --------------------------- | --------------------------- | ------------------ | ------------------ | ----- | ----- |
| Celta de Vigo B   | 2013–14           | 1                   | 0                   | —                | —                | —                           | —                           | —                  | —                  | 1     | 0     |
| Celta de Vigo B   | 2014–15           | 1                   | 0                   | —                | —                | —                           | —                           | —                  | —                  | 1     | 0     |
| Celta de Vigo B   | 2015–16           | 32                  | 0                   | —                | —                | —                           | —                           | —                  | —                  | 32    | 0     |
| Celta de Vigo B   | 2016–17           | 12                  | 0                   | —                | —                | —                           | —                           | 1                  | 0                  | 13    | 0     |
| Celta de Vigo B   | 2018–19           | 37                  | 0                   | —                | —                | —                           | —                           | 2                  | 0                  | 39    | 0     |
| Celta de Vigo B   | Total             | 83                  | 0                   | 0                | 0                | 0                           | 0                           | 3                  | 0                  | 86    | 0     |
| Celta de Vigo     | 2016–17           | 1                   | 0                   | 0                | 0                | 0                           | 0                           | —                  | —                  | 1     | 0     |
| Celta de Vigo     | 2017–18           | 0                   | 0                   | 0                | 0                | —                           | —                           | —                  | —                  | 0     | 0     |
| Levante           | 2017–18           | 0                   | 0                   | 0                | 0                | 0                           | 0                           | 0                  | 0                  | 0     | 0     |
| Celta de Vigo     | 2018–19           | 0                   | 0                   | 0                | 0                | —                           | —                           | —                  | —                  | 0     | 0     |
| Celta de Vigo     | 2019–20           | 4                   | 0                   | 0                | 0                | —                           | —                           | —                  | —                  | 4     | 0     |
| Celta de Vigo     | 2020–21           | 21                  | 0                   | 2                | 0                | —                           | —                           | —                  | —                  | 23    | 0     |
| Celta de Vigo     | Total             | 26                  | 0                   | 2                | 0                | 0                           | 0                           | 0                  | 0                  | 28    | 0     |
| Total na carreira | Total na carreira | 109                 | 0                   | 2                | 0                | 0                           | 0                           | 3                  | 0                  | 114   | 0     |

- a.^ Jogos da Copa de Rey

## Títulos

### Seleção Espanhola Sub-23
- Jogos Olímpicos: prata em 2020[carece de fontes?]